# Рондель

ВВС Франции первыми использовали рондель в качестве опознавательного знака перед Первой мировой войной.

Рондель (фр. rondelle, круглый) — термин, используемый для обозначения эмблем и логотипов, имеющих круглую форму.
Рондель также используются в качестве опознавательных знаков в военной авиации, в этой роли они обычно состоят из концентрических кругов разного цвета, чаще всего совпадающих с цветами национального флага.

## Использование в военной авиации
Впервые национальные опознавательные знаки для военной авиации начали использоваться ещё до время Первой мировой войны Францией, которая стала изображать на своих самолётах круглый знак, основанный на национальной кокарде — концентрических окружностях цветов флага Франции. Поскольку Германская империя и Австро-Венгрия стали отмечать свои самолёты чёрными крестами, Великобритании, чей флаг издали мог быть принят за чёрный крест, пришлось принять символ, похожий на знак её союзницы Франции, но с другим порядком цветов. Знак Великобритании впоследствии с некоторыми модификациями был принят британскими доминионами: Канада заменила центральный красный кружок на кленовый лист, Австралия — на кенгуру, Новая Зеландия — на птицу киви. До начала Второй мировой войны в США и Великобритании был принят знак с красной точкой в середине, который мог быть спутан со знаком их противницы Японии, поэтому на азиатско-тихоокеанском фронте красная точка была убрана из их знаков. На Российских самолётах периода Первой мировой войны также стали изображать рондель, подобный ронделям Антанты.

## В популярной культуре

Логотип The Who и движения модов

Логотип (рондель) Лондонского метро

- Рондель Королевских ВВС часто использовался в поп-арте 60-х, в частности, в картинах Джаспера Джонса.
- Этот же рондель использовала знаменитая рок-группа The Who ещё в самом начале своей карьеры и продолжает использовать до сих пор.
- Этот же рондель стал символом движения модов.
- У Лондонского метро есть свой рондель, в котором кольцо красное, а на синем фоне по-английски написано «Underground». Фон за красным кольцом белого цвета.